# Frank Wallace
Frank Valicenti (ur. 15 lipca 1922 w St. Louis, zm. 13 listopada 1979 tamże), lub bardziej znany jako Frank "Pee Wee" Wallace – amerykański piłkarz, napastnik. Uczestnik mistrzostw świata w 1950 roku. 7-krotny reprezentant Stanów Zjednoczonych. Zdobywca 3 bramek w barwach The Yanks.

## Życiorys
Wallace, urodził się jako Valicenti, lecz po krótkim czasie jego rodzina zmieniła nazwisko. Przed wojną grywał w amatorskim klubie St. Louis Wildcats. Podczas II wojny światowej, służył we wojsku, został zatrzymany i przetransportowany do obozu jenieckiego, gdzie spędził 6 miesięcy. Po wojnie i powrocie do St. Louis, zaczynał grywać dla amatorskiego Raftery's. Był tam trzecim spośród najlepszych strzelców ligi St. Louis Major League. W sezonie 1947/1948 grywał dla Steamfitters. Następnie przeniósł się do St. Louis Simpkins-Ford, gdzie spędził 10 sezonów. W roku 1950 został powołany do kadry na zbliżający się mundial 1950, który miał się odbyć w Brazylii. Na mundialu tym zagrał w historycznym meczu przeciwko Anglii (tzw. Cud na trawie), wygranym przez Jankesów 1:0. W roku 1976 został wcielony w szeregi National Soccer Hall of Fame.